# اچ‌ام‌سی
اچ‌ام‌سی (انگلیسی: Heerema Marine Contractors) شرکت مهندسی هلندی است، که در سال ۱۹۴۸ تأسیس شد.